# Sadie Stanley
Sadie Anne Stanley, född 15 november 2001 i Columbia, South Carolina, är en amerikansk skådespelerska som fick sitt genombrott 2019 då hon spelade rollen som Kim Possible i filmen med samma namn. Hon har även en roll i Netflixfilmen The Sleepover samt i filmen Let Us In från 2021.

## Filmografi i urval
- 2019 – Kim Possible (TV-film)
- 2019–2020 – Kim Hushable (TV-serie)
- 2020–2023 – The Goldbergs (TV-serie)
- 2020 – Dead to Me (TV-serie)
- 2020 – The Sleepover
- 2021 – Let Us In
- 2022 – Somewhere in Queens
- 2022 – At the Gates
- 2021–2023 – Cruel Summer (TV-serie)